# Oberradach
Oberradach ist ein Gemeindeteil der Großen Kreisstadt Dinkelsbühl im Landkreis Ansbach (Mittelfranken, Bayern). Die Gemarkung Oberradach hat eine Fläche von 3,445 km². Sie ist in 287 Flurstücke aufgeteilt, die eine durchschnittliche Fläche von 12.003,18 m² haben. In ihr liegen neben dem namensgebenden Ort die Gemeindeteile Steineweiler und Unterradach.

## Geographie
Das Dorf liegt auf einer Anhöhe und ist unmittelbar von Acker- und Grünland umgeben. 0,75 km nordwestlich liegt das Radacher Holz und das Herrenholz, 0,5 km nördlich entspringt der Röttenbach, ein rechter Zufluss der Wörnitz, 0,5 km südöstlich liegt das Rohrfeld.
Eine Gemeindeverbindungsstraße führt zur Staatsstraße 2218 (0,5 km südwestlich) bzw. nach Burgstall (1,4 km östlich). Weitere Gemeindeverbindungsstraße führen nach Waldeck zur Kreisstraße AN 43 (2,2 km nordwestlich) und die St 2218 kreuzend nach Unterradach (0,7 km westlich).

## Geschichte
Die Fraisch über Oberradach war strittig zwischen dem ansbachischen Oberamt Feuchtwangen, dem oettingen-spielbergischen Oberamt Dürrwangen und der Reichsstadt Dinkelsbühl. Die Dorf- und Gemeindeherrschaft hatte das Kastenamt Feuchtwangen. Der Ort bildete mit Steineweiler und Unterradach eine Realgemeinde.
1732 gab es in Ober- und Unterradach 13 Anwesen und 1 Gemeindehirtenhaus. Grundherren waren das Kastenamt Feuchtwangen (1 Anwesen), das Klosterverwalteramt Auhausen (1 Tafernwirtschaft mit Zollstätte, 5 Anwesen), das Kastenamt Crailsheim (1 Wirtschaft zu Unterradach), der Deutsche Orden (1 Anwesen), das Oberamt Mönchsroth der Grafschaft Oettingen-Oettingen, zu dem Zeitpunkt bereits verkauft an von Schell (1 Gütlein) und die Reichsstadt Dinkelsbühl (3 Anwesen).
Gegen Ende des 18. Jahrhunderts gab es in Oberradach 11 Anwesen und 1 Gemeindehirtenhaus. Grundherren waren das Klosterverwalteramt Auhausen (2 Halbhöfe, 1 Dreiachtelhof mit Wirtschafts- und Braurecht, 1 halbes Lehengut, 2 Viertelhoflehengütlein, 1 Lehengütlein mit Schmiederecht, 1 Söldenhaus), die Reichsstadt Dinkelsbühl (Spital: 1 Gut; der Dinkelsbühler Bürger Bühlmeyer: 1 Hofgut) und das Ämtlein Weidelbach des Deutschen Ordens (1 Hof). Von 1797 bis 1808 unterstand der Ort dem Justiz- und Kammeramt Feuchtwangen.
1806 kam Oberradach an das Königreich Bayern. Infolge des Gemeindeedikts wurde Oberradach 1809 dem Steuerdistrikt und der Ruralgemeinde Weidelbach zugeordnet. Mit dem Zweiten Gemeindeedikt (1818) entstand die Ruralgemeinde Oberradach, zu der Steineweiler und Unterradach gehörten. Sie war in Verwaltung und Gerichtsbarkeit dem Landgericht Dinkelsbühl zugeordnet und in der Finanzverwaltung dem Rentamt Dinkelsbühl (1919 in Finanzamt Dinkelsbühl umbenannt, seit 1973 Finanzamt Ansbach). Die Verwaltung übernahm 1862 das neu geschaffene Bezirksamt Dinkelsbühl (1939 in Landkreis Dinkelsbühl umbenannt). Die Gerichtsbarkeit lag beim im gleichen Jahr gebildeten Stadt- und Landgericht Dinkelsbühl (1879 in das Amtsgericht Dinkelsbühl umgewandelt, seit 1973 eine Zweigstelle des Amtsgerichtes Ansbach). Die Gemeinde hatte 1964 eine Gebietsfläche von 3,519 km². Im Zuge der Gebietsreform in Bayern wurde diese am 1. April 1971 nach Dinkelsbühl eingemeindet. Mit der Auflösung des Landkreises Dinkelsbühl im Jahr 1972 kam Oberradach an den Landkreis Ansbach.

### Baudenkmal
- Haus Nr. 1: ehemaliger Gasthof und Brauerei, zweigeschossiger verputzter Massivbau mit Satteldach, im Kern 18. Jahrhundert, Umbauten im 19. Jahrhundert[16]

### Einwohnerentwicklung
Gemeinde Oberradach
| Jahr      | 1818   | 1840   | 1852   | 1855   | 1861   | 1867   | 1871   | 1875   | 1880   | 1885   | 1890   | 1895   | 1900   | 1905   | 1910   | 1919   | 1925   | 1933   | 1939   | 1946   | 1950   | 1952   | 1961   | 1970   |
| Einwohner | 117    | 96     | 106    | 103    | 108    | 105    | 101    | 106    | 117    | 121    | 121    | 120    | 116    | 102    | 113    | 120    | 108    | 104    | 96     | 147    | 129    | 119    | 108    | 107    |
| Häuser    | 19     | 18     |        |        |        |        | 17     |        |        | 18     | 20     |        | 20     |        |        |        | 17     |        |        |        | 17     |        | 18     |        |
| Quelle    | [ 18 ] | [ 19 ] | [ 20 ] | [ 20 ] | [ 21 ] | [ 22 ] | [ 23 ] | [ 24 ] | [ 25 ] | [ 26 ] | [ 27 ] | [ 20 ] | [ 28 ] | [ 20 ] | [ 29 ] | [ 20 ] | [ 30 ] | [ 20 ] | [ 20 ] | [ 20 ] | [ 31 ] | [ 20 ] | [ 13 ] | [ 32 ] |

Ort Oberradach
| Jahr      | 001818 | 001840 | 001861 | 001871 | 001885 | 001900 | 001925 | 001950 | 001961 | 001970 | 001987 |
| Einwohner | 75     | 65     | 67     | 68     | 73     | 77     | 61     | 76     | 67     | 67     | 58     |
| Häuser    | 12     | 12     |        |        | 10     | 12     | 11     | 10     | 11     |        | 10     |
| Quelle    | [ 18 ] | [ 19 ] | [ 21 ] | [ 23 ] | [ 26 ] | [ 28 ] | [ 30 ] | [ 31 ] | [ 13 ] | [ 32 ] | [ 1 ]  |

## Religion
Der Ort ist seit der Reformation evangelisch-lutherisch geprägt und bis heute nach St. Ulrich (Weidelbach) gepfarrt. Die Katholiken sind nach St. Georg (Dinkelsbühl) gepfarrt.